# 圣阿尔邦德维拉尔
圣阿尔邦德维拉尔（法語：Saint-Alban-des-Villards，法語發音：[sɛ̃.t‿albɑ̃ de vilaʁ]）是法国萨瓦省的一个市镇，属于圣让德莫里耶讷区。

## 地理
圣阿尔邦德维拉尔（45°18'33"N, 6°14'57"E）面积24.02 平方千米，位于法国奥弗涅-罗讷-阿尔卑斯大区萨瓦省，该省份为法国东部省份，历史上为薩伏依的一部分，北起上萨瓦省，西接伊泽尔省和安省，南部和东部与上阿尔卑斯省和意大利接壤。
与圣阿尔邦德维拉尔接壤的市镇（或旧市镇、城区）包括：圣艾蒂安德屈讷、阿勒瓦尔、雅里耶、圣科隆邦德维拉尔、圣玛丽德屈讷、圣庞克拉斯、上布雷达。
圣阿尔邦德维拉尔的时区为UTC+01:00、UTC+02:00（夏令时）。

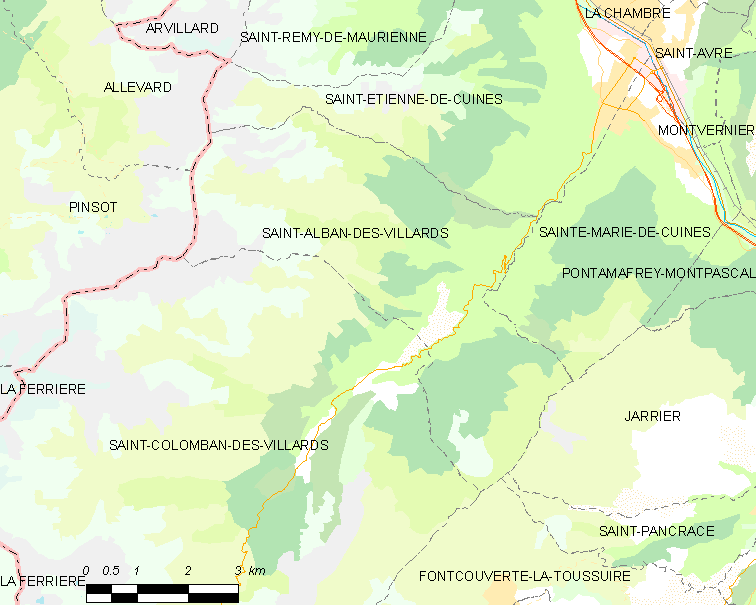
圣阿尔邦德维拉尔的OSM定位图

## 行政
圣阿尔邦德维拉尔的邮政编码为73130，INSEE市镇编码为73221。

## 政治
圣阿尔邦德维拉尔所属的省级选区为圣让德莫里耶讷县。

## 人口

1962-2008年间圣阿尔邦德维拉尔人口变化图示

圣阿尔邦德维拉尔于2022年1月1日时的人口数量为88人。